# Husztót
Husztót község Baranya vármegyében, a Pécsi járásban, Pécstől északnyugatra, Okorvölgy és Kishajmás között.

## Fekvése
A Mecsek északnyugati szélén fekszik, közigazgatási területét érinti az Oroszló-Szentlőrinc közti 6601-es út, amely a lakott területei nyugati szélén halad el, de központja vonatkozásában tulajdonképpen zsáktelepülésnek tekinthető, mert oda csak a 66 126-os út vezet. Pécs felől Abaligeten át érhető el.

## Története
Az eddig ismert források először 1542-ben említik a község nevét. A középkorban a györgényi kolostor, később a Pécsi Káptalan, majd a pécsi pálosok tulajdona volt a falu.
A török hódoltság alatt valószínűleg lakott volt a falu, de a felszabadító háborúk során elnéptelenedett. A 18. század elején is lakatlan volt, csak 1729-ben kezdték benépesíteni a környék magyar falvaiban élők.
A község lakossága 1930-ban 297 fő, 1960-ban 200 fő, 1995-ben 115 fő volt, mely azóta is csökken.

## Közélete

### Polgármesterei
- 1990–1994: Szilágyi József (független)[3]
- 1994–1998: ifj. Kiss Ferenc (független)[4]
- 1998–2002: Pataki István (független)[5]
- 2002–2006: Imrő Zoltán Gyula (független)[6]
- 2006–2010: Imrő Zoltán Gyula (független)[7]
- 2010–2014: Imrő Zoltán Gyula (független)[8]
- 2014–2019: Kiss Ferenc (független)[9]
- 2019–2024: Kiss Ferenc (független)[10]
- 2024– : Kiss Ferenc (független)[1]

## Népesség
A település népességének változása:
| Lakosok száma | 61   | 59   | 57   | 57   | 51   | 52   | 54   | 57   |
|               | 2013 | 2014 | 2015 | 2019 | 2021 | 2022 | 2023 | 2024 |

A 2011-es népszámlálás során a lakosok 65,2%-a magyarnak, 3% németnek mondta magát (30,3% nem nyilatkozott; a kettős identitások miatt a végösszeg nagyobb lehet 100%-nál). A vallási megoszlás a következő volt: római katolikus 59,1%, református 7,6%, görögkatolikus 3%, felekezeten kívüli 15,2% (15,2% nem nyilatkozott).
2022-ben a lakosság 69,2%-a vallotta magát magyarnak, 3,8% németnek, 3,8% egyéb, nem hazai nemzetiségűnek (23,1% nem nyilatkozott; a kettős identitások miatt a végösszeg nagyobb lehet 100%-nál). Vallásuk szerint 21,2% volt római katolikus, 1,9% református, 5,8% egyéb katolikus, 9,6% felekezeten kívüli (61,5% nem válaszolt).

## Legendája
Husztót elnevezésének mondája szerint egy ízben itt járt Mátyás király és kocsija elsüllyedt a sárban. A segédkezők közül az egyik embernek azt mondta, hogy húzd, a másiknak, meg azt, hogy tódd. Ezért lett a falu neve Husztót.

## Nevezetességei
- Római katolikus temploma – 1868-ban épült, Szent Teréz tiszteletére szentelték fel.